# Casimira Rodríguez
Marcela Casimira Rodríguez Romero ou simplesmente Casimira Rodríguez Romero (Cochabamba, 21 de outubro de 1966) é uma líder sindical e política boliviana de origem quéchua.
Ela foi a primeira mulher de origem quéchua a ocupar o cargo de ministra de governo da Bolívia, o que ocorreu durante o primeiro governo do presidente Evo Morales.